# A magyar labdarúgó-válogatott 2013. március 22-i mérkőzése
A magyar labdarúgó-válogatott világbajnoki-selejtező mérkőzése Románia ellen, 2013. március 22-én. A találkozó végeredménye 2–2 lett.

## Előzmények
A magyar labdarúgó-válogatott 2012. szeptember 7-én kezdte el szereplését a vb-selejtezőben. Andorrában 5–0-s győzelmet arattak. Négy nappal később Hollandia látogatott Budapestre, és aratott könnyed győzelmet (1–4). A szeptemberben elért három pont után, az októberi két selejtezőn hat pontot várt el a csapattól a közvélemény, illetve a szurkolók is. Ez végül sikerült (Észtország ellen 1–0, Törökország ellen 3–1). A csapatnak a románok elleni volt a második találkozója 2013-ban, február 6-án Fehéroroszország ellen léptek pályára felkészülési mérkőzésen Törökországban (1–1).

„A hazai pálya előnyét akkor is szeretnénk érvényre juttatni, ha a közönséget kénytelenek leszünk nélkülözni. A játékosok hozzáállását úgy látom az edzéseken, a közös megbeszéléseken, hogy nagyon kiélezett helyzetben vannak, mindenki átérzi, mekkora felelőssége van, nemcsak a válogatottal, hanem az egész magyar labdarúgással szemben is. Úgyhogy szeretnénk bravúrosan szerepelni. Nyilván egy ilyen fegyelmezett csapattal szemben, mint a román, nehéz lesz eredményesnek lenni, de meggyőződésem, hogy a támadóharmadban meglévő képességeink mentén erre megvan az esélye a csapatnak, és ezt sikerül is érvényre juttatnunk.”

– Egervári Sándor, Magyarország szövetségi kapitánya. 

A román labdarúgó-válogatott hasonló eredményeket ért el ezidáig a vb-selejtező D csoportjában. Ők Andorra ellen 4–0-ra, Észtország ellen 2–0-ra, Törökország ellenében pedig 1–0-ra győztek. Románia szintén csak a holland csapat ellen szenvedett vereséget, ugyanolyan arányban, mint a magyarok. 2013. február 6-án Ausztráliát verték barátságos mérkőzésen (3–2).

„Nagyon fontos meccs lesz a holnapi mind a két válogatottnak. Jó játékot és jó eredményt várok a román csapattól. Sajnos nem a legjobb körülmények között kell majd játszanunk. Nem lesznek nézők, ezzel a döntéssel nem értek egyet, és az időjárás sem túl kedvező. De nem érdekel a pálya talajának minősége, csak az, hogy megszerezzük a három pontot.”

– Victor Piţurcă, Románia szövetségi kapitánya. 

| Ellenfél | Eredmény | D csoport  | Ellenfél    | Eredmény |    |    |     |    |
| Andorra | 5–0 (i)  | 1. forduló | Észtország  | 2–0 (i)  |    |    |     |    |
| Hollandia | 1–4 (o)  | 2. forduló | Andorra     | 4–0 (o)  |    |    |     |    |
| Észtország | 1–0 (i)  | 3. forduló | Törökország | 1–0 (i)  |    |    |     |    |
| Törökország | 3–1 (o)  | 4. forduló | Hollandia   | 1–4 (o)  |    |    |     |    |
| A D csoport állása a találkozót megelőzően \| Csapat \| M \| Gy \| D \| V \| G+ \| G– \| Gk \| P \| \| ------------ \| - \| -- \| - \| - \| -- \| -- \| --- \| -- \| \| Hollandia \| 4 \| 4 \| 0 \| 0 \| 13 \| 2 \| +11 \| 12 \| \| Magyarország \| 4 \| 3 \| 0 \| 1 \| 10 \| 5 \| +5 \| 9 \| \| Románia \| 4 \| 3 \| 0 \| 1 \| 8 \| 4 \| +4 \| 9 \| \| Törökország \| 4 \| 1 \| 0 \| 3 \| 4 \| 6 \| –2 \| 3 \| \| Észtország \| 4 \| 1 \| 0 \| 3 \| 1 \| 6 \| –5 \| 3 \| \| Andorra \| 4 \| 0 \| 0 \| 4 \| 0 \| 13 \| –13 \| 0 \| |          |            |             |          |    |    |     |    |
| Csapat | M        | Gy         | D           | V        | G+ | G– | Gk  | P  |
| Hollandia | 4        | 4          | 0           | 0        | 13 | 2  | +11 | 12 |
| Magyarország | 4        | 3          | 0           | 1        | 10 | 5  | +5  | 9  |
| Románia | 4        | 3          | 0           | 1        | 8  | 4  | +4  | 9  |
| Törökország | 4        | 1          | 0           | 3        | 4  | 6  | –2  | 3  |
| Észtország | 4        | 1          | 0           | 3        | 1  | 6  | –5  | 3  |
| Andorra | 4        | 0          | 0           | 4        | 0  | 13 | –13 | 0  |

Az eredmények az adott csapat szempontjából szerepelnek.

## Zárt kapuk mögött

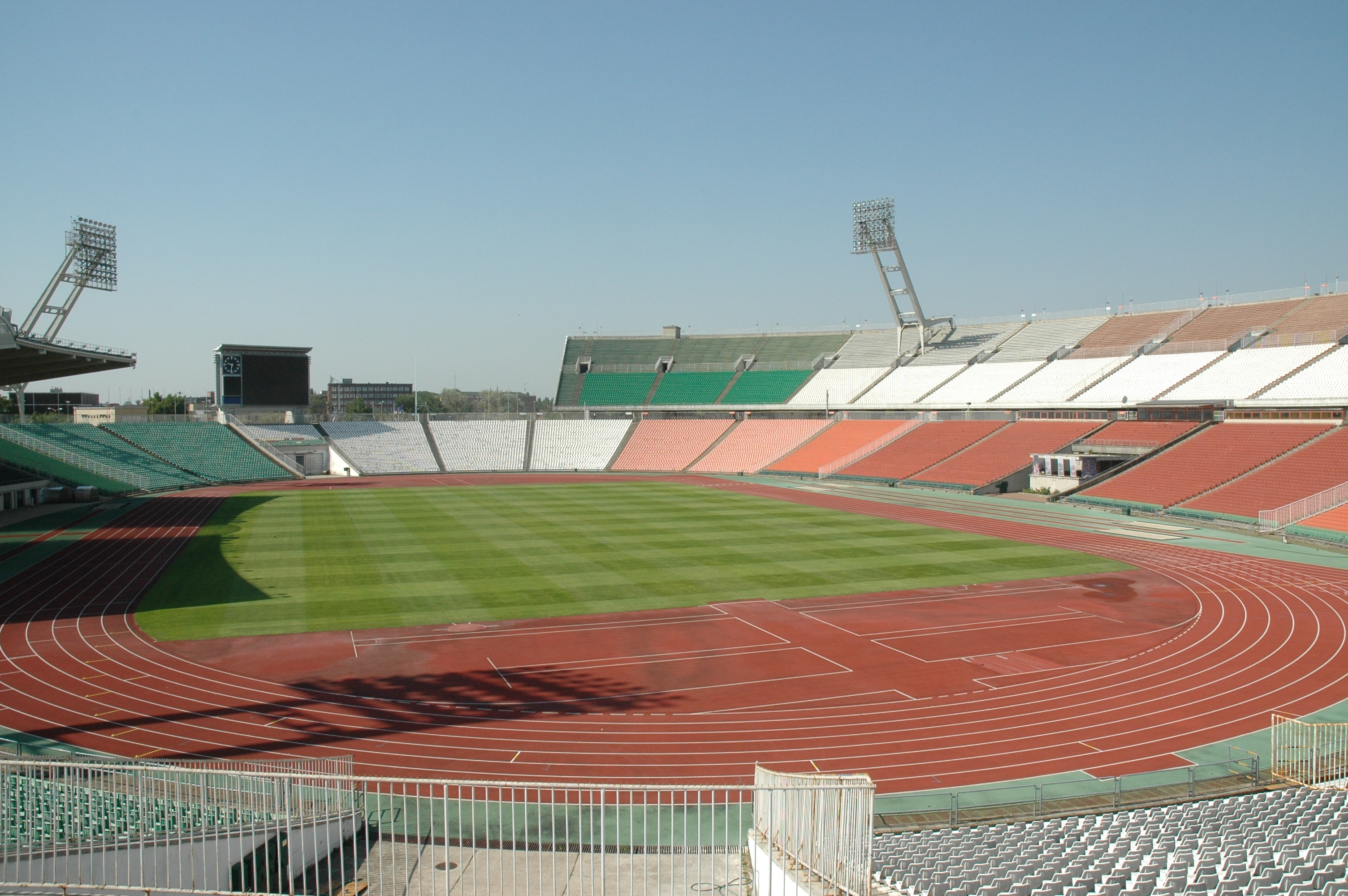
A Puskás Ferenc Stadion.

A magyar labdarúgó-válogatott 2012. augusztus 15-én Izraelt fogadta a Puskás Ferenc Stadionban, felkészülési mérkőzésen (1–1). A találkozón megjelent nézők egy része a lelátókról mocskos zsidók-at kiabált, Benito Mussolinit méltatta, Palesztinát éltette, és az izraeli himnusz elhangzásakor hátat fordított a focipályának. A magyar kormány elítélte a történteket.
A további események kronológiai sorrendben
- Január 8.: A Nemzetközi Labdarúgó-szövetség (FIFA) fegyelmi bizottsága úgy határozott, hogy az augusztus 15-i Magyarország–Izrael barátságos mérkőzésen tapasztalt szurkolói megnyilvánulások miatt a magyar válogatottnak zárt kapuk mögött kell lejátszania következő hazai világbajnoki selejtezőjét, a márciusi, Románia elleni találkozót. A fegyelmi bizottság emellett 40 ezer svájci frankos büntetést is kirótt a Magyar Labdarúgó-szövetségre.[5]
- Január 18.: az MLSZ hivatalosan is fellebbezett a FIFA fegyelmi bizottságánál.[6]
- Február 4.: A FIFA fellebbviteli bizottsága arról értesítette az MLSZ-t, hogy nem változtatott korábbi, a Magyarország–Románia vb-selejtezőt érintő döntésén.[7]
- Február 25.: Az MLSZ benyújtotta keresetét a nemzetközi Sportdöntőbírósághoz (CAS).[8]
- Március 12.: A CAS elutasította az MLSZ a FIFA-döntés végrehajtásának felfüggesztése iránti kérelmét, ezzel eldőlt, hogy a Magyarország–Románia mérkőzést zárt kapuk mögött kell megrendezni.[9]

## Keretek
Egervári Sándor, a magyar labdarúgó-válogatott szövetségi kapitánya, március 11-én hirdette ki huszonnégy főből álló keretét a márciusi vb-selejtezőkre. Első alkalommal kapott helyet a csapatban Kovács István, a Videoton húszesztendős támadója. Március 13-án változás történt a válogatott keretében, Koltai Tamás sérülés miatt nem tudta vállalni a játékot a két vb-selejtezőn, helyére Szakály Pétert hívta be a kapitány.
Victor Piţurcă, Románia szövetségi kapitánya március 7-én hirdette ki annak a tizenhat külföldön játszó futballistának nevét, akik készülhetnek a Magyarország és a Hollandia elleni soron következő világbajnoki selejtezőkre. Március 15-én négy játékos került ki a keretből a külföldön játszók közül. A teljes névsort március 17-én ismertették.
| Magyarország                         | Magyarország     | Magyarország | Magyarország | Magyarország | Magyarország     |
| Poszt                                | Név              | Kor          | Vál.         | Gól          | Klub             |
| ------------------------------------ | ---------------- | ------------ | ------------ | ------------ | ---------------- |
| K                                    | Bogdán Ádám      | 25 éves      | 13           | 0            | Bolton Wanderers |
| K                                    | Király Gábor     | 36 éves      | 87           | 0            | 1860 München     |
| K                                    | Megyeri Balázs   | 22 éves      | 0            | 0            | Olimbiakósz      |
| V                                    | Guzmics Richárd  | 25 éves      | 1            | 0            | Haladás          |
| V                                    | Halmosi Péter    | 33 éves      | 34           | 0            | Haladás          |
| V                                    | Kádár Tamás      | 23 éves      | 8            | 0            | Diósgyőr         |
| V                                    | Korcsmár Zsolt   | 24 éves      | 15           | 0            | Brann            |
| V                                    | Lipták Zoltán    | 28 éves      | 12           | 1            | Győri ETO        |
| V                                    | Mészáros Norbert | 32 éves      | 6            | 0            | Debreceni VSC    |
| V                                    | Vanczák Vilmos   | 29 éves      | 68           | 2            | FC Sion          |
| V                                    | Varga József     | 24 éves      | 18           | 0            | Greuther Fürth   |
| KP                                   | Dzsudzsák Balázs | 26 éves      | 50           | 10           | Gyinamo Moszkva  |
| KP                                   | Elek Ákos        | 24 éves      | 24           | 1            | Diósgyőr         |
| KP                                   | Gyurcsó Ádám     | 22 éves      | 6            | 1            | Videoton         |
| KP                                   | Hajnal Tamás     | 32 éves      | 53           | 6            | VfB Stuttgart    |
| KP                                   | Koman Vladimir   | 24 éves      | 26           | 7            | FK Krasznodar    |
| KP                                   | Pátkai Máté      | 25 éves      | 2            | 0            | Győri ETO        |
| KP                                   | Pintér Ádám      | 24 éves      | 14           | 0            | Real Zaragoza    |
| KP                                   | Szakály Péter    | 26 éves      | 3            | 0            | Debreceni VSC    |
| CS                                   | Böde Dániel      | 26 éves      | 1            | 0            | Ferencváros      |
| CS                                   | Kovács István    | 20 éves      | 0            | 0            | Videoton         |
| CS                                   | Rudolf Gergely   | 28 éves      | 24           | 9            | Diósgyőr         |
| CS                                   | Szabics Imre     | 32 éves      | 33           | 13           | Sturm Graz       |
| CS                                   | Szalai Ádám      | 25 éves      | 14           | 7            | Mainz 05         |
| Szövetségi kapitány: Egervári Sándor |                  |              |              |              |                  |

| Románia                             | Románia             | Románia | Románia | Románia | Románia              |
| Poszt                               | Név                 | Kor     | Vál.    | Gól     | Klub                 |
| ----------------------------------- | ------------------- | ------- | ------- | ------- | -------------------- |
| K                                   | Silviu Lung Jr.     | 23 éves | 2       | 0       | Astra Giurgiu        |
| K                                   | Costel Pantilimon   | 26 éves | 15      | 0       | Manchester City      |
| K                                   | Ciprian Tătărușanu  | 27 éves | 16      | 0       | Steaua București     |
| V                                   | Vlad Chiricheș      | 23 éves | 16      | 0       | Steaua București     |
| V                                   | Florin Gardoș       | 24 éves | 8       | 0       | Steaua București     |
| V                                   | Dorin Goian         | 32 éves | 50      | 5       | Spezia               |
| V                                   | Dragoș Grigore      | 26 éves | 2       | 0       | Dinamo București     |
| V                                   | Srdjan Luchin       | 27 éves | 7       | 1       | Dinamo București     |
| V                                   | Ștefan Radu         | 26 éves | 13      | 0       | Lazio                |
| V                                   | Răzvan Raț          | 31 éves | 87      | 1       | Sahtar Doneck        |
| V                                   | Gabriel Tamaș       | 29 éves | 61      | 3       | West Bromwich Albion |
| KP                                  | Alexandru Bourceanu | 27 éves | 18      | 0       | Steaua București     |
| KP                                  | Alexandru Chipciu   | 23 éves | 7       | 1       | Steaua București     |
| KP                                  | Costin Lazăr        | 31 éves | 24      | 1       | PAÓK                 |
| KP                                  | Alexandru Maxim     | 22 éves | 5       | 2       | VfB Stuttgart        |
| KP                                  | Mihai Pintilii      | 28 éves | 10      | 0       | Steaua București     |
| KP                                  | Adrian Popa         | 24 éves | 1       | 0       | Steaua București     |
| KP                                  | Cristian Tănase     | 26 éves | 26      | 5       | Steaua București     |
| KP                                  | Gabriel Torje       | 23 éves | 25      | 9       | Granada              |
| CS                                  | Gheorghe Grozav     | 22 éves | 9       | 3       | Petrolul Ploiești    |
| CS                                  | Claudiu Keșerü      | 26 éves | 0       | 0       | Angers               |
| CS                                  | Adrian Mutu         | 34 éves | 75      | 34      | Ajaccio              |
| CS                                  | Raul Rusescu        | 24 éves | 1       | 0       | Steaua București     |
| CS                                  | Bogdan Stancu       | 25 éves | 19      | 3       | Orduspor             |
| Szövetségi kapitány: Victor Pițurcă |                     |         |         |         |                      |

Az adatok a mérkőzés előtti állapotnak megfelelőek.

## A mérkőzés
A találkozót a Puskás Ferenc Stadionban rendezték, 20:30-as kezdéssel. A román csapat kezdett jobban, azonban az első veszélyes kapura lövés Pintér Ádám nevéhez fűződött. A tizenhatodik percben Hajnal Tamás ívelt középre szabadrúgásból, Vanczák Vilmos pedig a jobb oldali kapufa segítségével a kapuba fejelt. Az első félidő további részében mindkét fél előtt adódtak helyzetek. A szünetre egygólos előnnyel vonulhatott a magyar válogatott. A második játékrész csere nélkül folytatódott. A hatvannegyedik percben Szalai Ádám közelről, senkitől sem zavartatva fejelt a vendég kapu mellé. A hatvannyolcadik minutumban Korcsmár Zsolt buktatta a tizenhatoson belül Adrian Mutut. A tizenegyest a sértett váltotta gólra. A hetvenegyedik percben újabb büntető volt a mérkőzésen, ezúttal Dzsudzsák Balázs talált a kapuba, miután Korcsmárt buktatták. A játékrész további részében is a magyar csapat akarata érvényesült, azonban további gólt nem sikerült elérni. A kilencvenkettedik percben Alexandru Chipciu egy kavarodás után egyenlített. Magyarország–Románia 2–2.

„A két rúgott gól dicséretes, és ezzel meg is kellett volna nyernünk a meccset, ha tudatosabban védekezünk. A két gólt illetően a játékosok elmondták, az első gól lesről született, a másodiknál ellökték Varga Józsit. (...) Nem a játékvezetőn múlt, a labdával szemben kellett volna védekezni, sokkal tudatosabban. Nehéz hangulatban telik ezek után az esténk, de holnaptól már az isztambuli meccsre kell összpontosítanunk. (...) A félidejéhez érkezett a csoport. Előre is tudni lehetett, a magyar, a török és a román csapat között nagy versenyfutás lesz. A mai eredmény kedvez a törököknek, de a magyar és a román válogatott még mindig előnyben van a törökkel szemben.”

– Egervári Sándor 

„Nagyon nehéz meccsre számítottam, és elismerem, szerencsénk is volt. A meccs egyes szakaszaiban jól játszottunk, végig küzdöttünk, de nem vagyok elégedett, mert ismét pontrúgásból kaptunk gólt, ami régi problémánk. (...) Innentől hármas versenyfutásról beszélhetünk a második helyért, a törökök is visszatértek a versenybe. (...) Ennek a meccsnek az igazi győztese a török válogatott, amely a román és a magyar csapatot is megközelítette. A magyar válogatott jobban alkalmazkodott a meccs hangulatához, nem játszottunk jól, ezért tudtunk csak későn egyenlíteni.”

– Victor Piţurca 

### Az összeállítások
| 2013. március 22. 20:30 |

| Magyarország                         | 2 – 2               | Románia                                                       |
| ------------------------------------ | ------------------- | ------------------------------------------------------------- |
| Vanczák 16' Dzsudzsák 71' (11-esből) | (1 – 0) Jegyzőkönyv | 68' (11-esből) 74' Mutu 90+2' Chipciu 73' Goian 87' Chiricheș |

| Puskás Ferenc Stadion, Budapest Nézőszám: zárt kapuk mögött Játékvezető: Wolfgang Stark (német) |

| Csapatszínek | Csapatszínek | Csapatszínek |
| Csapatszínek |              |              |
| Csapatszínek |              |              |
|              |              |              |
| Magyarország |              |              |

| Csapatszínek | Csapatszínek | Csapatszínek |
| Csapatszínek |              |              |
| Csapatszínek |              |              |
|              |              |              |
| Románia      |              |              |

| MAGYARORSZÁG:        |    |                  |  |     |
|                      |    |                  |  |     |
| K                    | 1  | Király Gábor     |  |     |
| JV                   | 3  | Vanczák Vilmos   |  |     |
| V                    | 17 | Mészáros Norbert |  |     |
| V                    | 21 | Korcsmár Zsolt   |  |     |
| BV                   | 4  | Kádár Tamás      |  |     |
| VKP                  | 16 | Pintér Ádám      |  |     |
| JSZ                  | 11 | Koman Vladimir   |  |     |
| KTK                  | 20 | Hajnal Tamás     |  | 80' |
| BSZ                  | 7  | Dzsudzsák Balázs |  | 90' |
| CS                   | 18 | Szabics Imre     |  | 58' |
| CS                   | 9  | Szalai Ádám      |  |     |
| Cserék:              |    |                  |  |     |
| K                    | 12 | Bogdán Ádám      |  |     |
| V                    | 2  | Guzmics Richárd  |  |     |
| KP                   | 5  | Elek Ákos        |  |     |
| V                    | 6  | Lipták Zoltán    |  |     |
| KP                   | 8  | Varga József     |  | 58' |
| CS                   | 10 | Rudolf Gergely   |  |     |
| CS                   | 13 | Böde Dániel      |  |     |
| V                    | 14 | Halmosi Péter    |  | 90' |
| KP                   | 15 | Gyurcsó Ádám     |  |     |
| KP                   | 19 | Pátkai Máté      |  |     |
| K                    | 22 | Megyeri Balázs   |  |     |
| KP                   | 23 | Kovács István    |  | 80' |
| Szövetségi kapitány: |    |                  |  |     |
| Egervári Sándor      |    |                  |  |     |

| ROMÁNIA:             |    |                     |     |     |
|                      |    |                     |     |     |
| K                    | 12 | Ciprian Tătărușanu  |     |     |
| JV                   | 4  | Gabriel Tamaș       |     |     |
| V                    | 6  | Vlad Chiricheș      | 87' |     |
| V                    | 15 | Dorin Goian         | 73' |     |
| BV                   | 17 | Ștefan Radu         |     |     |
| VKP                  | 5  | Alexandru Bourceanu |     |     |
| VKP                  | 18 | Mihai Pintilii      |     | 86' |
| JSZ                  | 11 | Gabriel Torje       |     | 66' |
| KTK                  | 7  | Gheorghe Grozav     |     | 71' |
| BSZ                  | 9  | Bogdan Stancu       |     |     |
| CS                   | 10 | Adrian Mutu         | 74' |     |
| Cserék:              |    |                     |     |     |
| K                    | 1  | Costel Pantilimon   |     |     |
| V                    | 2  | Srdjan Luchin       |     |     |
| V                    | 3  | Răzvan Raț          |     |     |
| V                    | 8  | Dragoș Grigore      |     |     |
| KP                   | 13 | Alexandru Chipciu   |     | 86' |
| KP                   | 14 | Adrian Popa         |     |     |
| CS                   | 16 | Claudiu Keșerü      |     |     |
| CS                   | 19 | Raul Rusescu        |     | 71' |
| KP                   | 20 | Cristian Tănase     |     |     |
| KP                   | 21 | Alexandru Maxim     |     | 66' |
| V                    | 22 | Florin Gardoș       |     |     |
| K                    | 23 | Silviu Lung Jr.     |     |     |
| Szövetségi kapitány: |    |                     |     |     |
| Victor Pițurcă       |    |                     |     |     |

Asszisztensek:

Jan-Hendrik Salver (német) (partvonal)

Mike Pickel (német) (partvonal)

Negyedik játékvezető:

Tobias Welz (német)

## Statisztika
| Magyarország |                   | Románia |
| ------------ | ----------------- | ------- |
| 2            | Gólok             | 2       |
| 8            | Összes lövés      | 9       |
| 3            | Kapura lövések    | 8       |
| 37,5%        | Lövéspontosság    | 88,8%   |
| 4            | Szögletek         | 2       |
| 15           | Szabálytalanságok | 25      |
| 0            | Sárga lapok       | 3       |
| 0            | Piros lapok       | 0       |

További eredmények
| 2013. március 22. | Andorra   | 0–2 | Törökország |
| 2013. március 22. | Hollandia | 3–0 | Észtország  |

Tabella a mérkőzés után
| Csapat       | M | Gy | D | V | G+ | G– | Gk  | P  |
| ------------ | - | -- | - | - | -- | -- | --- | -- |
| Hollandia    | 5 | 5  | 0 | 0 | 16 | 2  | +14 | 15 |
| Magyarország | 5 | 3  | 1 | 1 | 12 | 7  | +5  | 10 |
| Románia      | 5 | 3  | 1 | 1 | 10 | 6  | +4  | 10 |
| Törökország  | 5 | 2  | 0 | 3 | 6  | 6  | 0   | 6  |
| Észtország   | 5 | 1  | 0 | 4 | 1  | 9  | –8  | 3  |
| Andorra      | 5 | 0  | 0 | 5 | 0  | 15 | –15 | 0  |

## Örökmérleg a mérkőzés után
| Magyarország |           | Románia |
| ------------ | --------- | ------- |
| 11           | Győzelem  | 5       |
| 6            | Döntetlen | 6       |
| 47           | Gólok     | 25      |
| 39/66        | Pontok    | 21/66   |
| 59,09%       | %         | 31,81%  |

### Összes mérkőzés
Győzelem
      Döntetlen
      Vereség
| No.        | Dátum         | Helyszín                        | Nézőszám          | Mérkőzés           | Eredmény                       | Gólszerző(k)                                                                      |
| ---------- | ------------- | ------------------------------- | ----------------- | ------------------ | ------------------------------ | --------------------------------------------------------------------------------- |
| 1. (196.)  | 1936. 10. 04. | Bukarest                        | 35 000            | barátságos         | Románia–Magyarország 1–2 (1–0) | Bindea 22' és Lázár 65', Toldi 83'                                                |
| 2. (224.)  | 1939. 10. 22. | Bukarest                        | 32 000            | barátságos         | Románia–Magyarország 1–1 (0–0) | Spielmann 78' és Tóth Mátyás 76'                                                  |
| 3. (229.)  | 1940. 05. 19. | Budapest, Üllői út              | 20 000            | barátságos         | Magyarország–Románia 2–0 (0–0) | Sárosi 73', Gyetvai 75'                                                           |
| 4. (247.)  | 1945. 09. 30. | Budapest, Üllői út              | 35 000            | barátságos         | Magyarország–Románia 7–2 (5–2) | Hidegkuti 8' 86', Puskás 15' 66', Zsengellér 25', Rudas 32' (11-esből), Nyers 39' |
| 5. (257.)  | 1947. 10. 12. | Bukarest                        | 35 000            | Balkán-bajnokság   | Románia–Magyarország 0–3 (0–2) | Egresi 21', Puskás 35' 74'                                                        |
| 6. (262.)  | 1948. 06. 06. | Újpest, Megyeri út              | 45 000            | Balkán-bajnokság   | Magyarország–Románia 9–0 (2–0) | Mészáros 30' 46', Egresi 43' 60' 71', Puskás 57' 87', Kocsis 66' 84'              |
| 7. (265.)  | 1948. 10. 24. | Bukarest                        | 48 000            | Balkán-bajnokság   | Románia–Magyarország 1–5 (0–1) | Perényi-Pecsovszky 77' és Puskás 44' 63' 84', Deák 50' 68'                        |
| 8. (289.)  | 1952. 07. 15. | Turku                           | 14 000            | Olimpiai-selejtező | Magyarország–Románia 2–1 (1–0) | Czibor 22', Kocsis 73' és Suru 86'                                                |
| 9. (312.)  | 1954. 09. 19. | Budapest, Népstadion            | 93 000            | barátságos         | Magyarország–Románia 5–1 (3–1) | Kocsis 20' 35', Hidegkuti, 44' 53', Budai II 68' és Ozon 24'                      |
| 10. (358.) | 1958. 10. 26. | Bukarest                        | 100 000           | barátságos         | Románia–Magyarország 1–2 (1–0) | Dinulescu 30' és Vasas 72', Tichy 78'                                             |
| 11. (466.) | 1972. 04. 29. | Budapest, Népstadion            | 68 585            | Eb-negyeddöntő     | Magyarország–Románia 1–1 (1–0) | Branikovits 10' és Szatmári 55'                                                   |
| 12. (468.) | 1972. 05. 14. | Bukarest                        | 75 000            | Eb-negyeddöntő     | Románia–Magyarország 2–2 (1–2) | Dobrin 14', Neagu 81' és Szőke 5', Kocsis 36'                                     |
| 13. (469.) | 1972. 05. 17. | Belgrád                         | 55 000            | Eb-negyeddöntő     | Magyarország–Románia 2–1 (1–1) | Kocsis 26', Szőke 87' és Neagu 33'                                                |
| 14. (555.) | 1981. 05. 13. | Budapest, Népstadion            | 62 000            | vb-selejtező       | Magyarország–Románia 1–0 (1–0) | Fazekas 18'                                                                       |
| 15. (558.) | 1981. 09. 23. | Bukarest                        | 75 000            | vb-selejtező       | Románia–Magyarország 0–0       |                                                                                   |
| 16. (727.) | 1998. 10. 14. | Budapest, Népstadion            | 30 000            | Eb-selejtező       | Magyarország–Románia 1–1 (0–0) | Hrutka 83' és Dinu 50'                                                            |
| 17. (733.) | 1999. 06. 05. | Bukarest                        | 25 000            | Eb-selejtező       | Románia–Magyarország 2–0 (2–0) | Ilie 2', Munteanu 15'                                                             |
| 18. (752.) | 2001. 06. 02. | Bukarest                        | 20 526            | vb-selejtező       | Románia–Magyarország 2–0 (1–0) | Niculae 5' 53'                                                                    |
| 19. (756.) | 2001. 09. 05. | Budapest, Népstadion            | 6 000             | vb-selejtező       | Magyarország–Románia 0–2 (0–2) | Ilie 11', Niculae 27'                                                             |
| 20. (781.) | 2004. 02. 21. | Nicosia                         | 1 200             | barátságos         | Magyarország–Románia 0–3 (0–1) | Mihut 11', Dănciulescu 89', Caramarin 90+2'                                       |
| 21. (841.) | 2009. 08. 12. | Budapest, Puskás Ferenc Stadion | 14 000            | barátságos         | Magyarország–Románia 0–1 (0–1) | Ghioane 42'                                                                       |
| 22. (877.) | 2013. 03. 22. | Budapest, Puskás Ferenc Stadion | zárt kapuk mögött | vb-selejtező       | Magyarország–Románia 2–2 (1–0) | Vanczák 16', Dzsudzsák 71' (11-esből) és Mutu 68' (11-esből), Chipciu 90+2'       |
| 23. (881.) | 2013. 09. 06. | Bukarest, Arena Națională       | 41 405            | vb-selejtező       | Románia–Magyarország 3–0 (2–0) | Marica 2', Pintilii 31', Tănase 88'                                               |
| 24. (890.) | 2014. 10. 11. | Bukarest, Arena Națională       | 54 000            | Eb-selejtező       | Románia–Magyarország 1–1 (1–0) | Rusescu 45' és Dzsudzsák 82'                                                      |
| 25. (897.) | 2015. 09. 04. | Budapest, Groupama Aréna        | 22 060            | Eb-selejtező       | Magyarország–Románia 0–0       |                                                                                   |

Magyar gólszerzők sorrendje, szerzett találatok szerint rendezve: Puskás (9 gól), Kocsis Sándor (5 gól), Egresi, Hidegkuti (4-4 gól), Mészáros, Deák, Szőke, Kocsis Lajos, Dzsudzsák (2-2 gól), Lázár, Toldi, Tóth Mátyás, Sárosi, Gyetvai, Zsengellér, Rudas, Nyers, Perényi-Pecsovszky, Czibor, Budai II, Vasas, Tichy, Branikovits, Fazekas, Hrutka, Vanczák (1-1 gól)